# Rugby à IX
Le rugby à IX ou rugby à 9 est une variante du rugby à XIII qui se joue à neuf joueurs.
Il tend à supplanter de plus en plus le rugby à VII, car les organisations « treizistes » le préfèrent pour organiser des tournois et développer le rugby à XIII dans les nations émergentes.
La discipline reçoit une reconnaissance internationale en 2019, avec l'organisation de la première coupe du monde en Australie.
Elle ambitionne de devenir sport olympique en 2032.

## Histoire et concept
Il est, à la fin des années 2010, encore assez difficile de connaitre les raisons officielles de l'éclosion de cette nouvelle forme de rugby et du fait qu'elle supplante de plus en plus le rugby à VII.
Toutefois à l'occasion du débat, « XV contre XIII », organisé à Perpignan au mois de mai 2019, Marc Palanques, le Président de la FFR XIII, explique alors que : « On pratique le rugby à 7. Mais on glisse, doucement mais sûrement, vers le rugby à 9, car c’est plus cohérent au niveau du nombre de joueurs par rapport à la taille du terrain. Le 9 nous permet de préparer plus de joueurs, et de se rapprocher du rugby que nous voulons pratiquer ».

## Règles
Le rugby à 9 (ou Rugby League's Nines) est une autre version simplifiée du  Rugby à XIII (le rugby à 7 est aussi une version simplifiée du rugby à XV et du rugby à XIII). Il se pratique avec neuf joueurs dans chaque équipe, ses règles et son jeu sont sensiblement identiques à ceux du rugby à 13.
Les mêlées sont constituées de cinq joueurs par équipe (trois en 1re ligne, deux en 2e ligne), tous les coups de pied au but doivent être faits par un coup de pied tombé (drop goal).
- Les matches durent seulement 15 minutes (7 minutes 30 par mi-temps) pour les tournois sinon :
  - 4 × 10 min en minimes
  - 4 × 15 min en cadets
  - 4 × 20 min en juniors et seniors
- Les remplacements sont illimités.

## Quelques tournois remarquables
De nombreux tournois sont organisés par chaque fédération nationale, mais certains ont pu avoir une certaine médiatisation ou une certaine importance au regard du développement du rugby à XIII dans le monde, voire du contexte dans lequel il a été lancé.
En effet le rugby à IX est souvent utilisé par les instances internationales pour lancer la pratique du rugby à XIII dans un pays et épauler les équipes naissantes en leur fournissant un cadre moins formel que celui des compétitions internationales ou des test-matches.
C'est notamment le cas du World Nines (en) qui eut deux éditions en 1996 et 1997 . La première édition a lieu en février 1996 à Suva aux Îles Fidji. en plein contexte de guerre de la Superleague : c'est alors la Nouvelle-Zélande qui remporte le titre face à la Papouasie-Nouvelle-Guinée sur le score de 26 à 10, l'Australie terminant troisième du tournoi en battant l'Angleterre 14 à 10. Les deux seules nations francophones participantes, la France et le Maroc, ne parvenant pas à briller lors du tournoi. Ainsi, la France est battue en finale de la Plate Competition par les Fidji sur le score de 18 à 8, les Marocains ne parvenant à gagner aucun de leurs matches de poule, tout en comptant cependant une victoire face au Japon pour le gain de la troisième place de la Bowl Competition.
On peut également citer comme exemple les tournois suivants :
- Middlesex's 9s
- York 9s
- Rotterdam 9s[6]
- Lézignan 9s
- Sydney 9s
- Scott McRorrie 9s
- London 9's Festival  (à Londres)[7].

## 2019: Organisation de la première Coupe du monde
La première édition de la Coupe du monde a lieu les 18 et 19 octobre 2019 en Australie. Cette édition concerne alors douze nations : l'Australie, la Nouvelle-Zélande, L'Angleterre, les Tonga, les Samoa, la France, la Papouasie-Nouvelle-Guinée, les  Fidji, le pays de Galles, le Liban, les Îles Cook et les États-Unis.
La particularité des équipes participantes est qu'elles sont issues des sélections à XIII nationales.

## Médiatisation
Le sport est très suivi en Australie, où il est diffusé à la télévision, notamment lorsque se déroulent les NRL Nines (en) .
En France, ce tournoi australien (masculin et féminin) est diffusé par la chaine Beinsport à compter de la fin des années 2010.